# Stadt Wehlen
Stadt Wehlen (česky zastarale Volany) je město v německé spolkové zemi Sasko. Nachází se v zemském okrese Saské Švýcarsko-Východní Krušné hory a má přibližně 1 500 obyvatel.

## Geografie

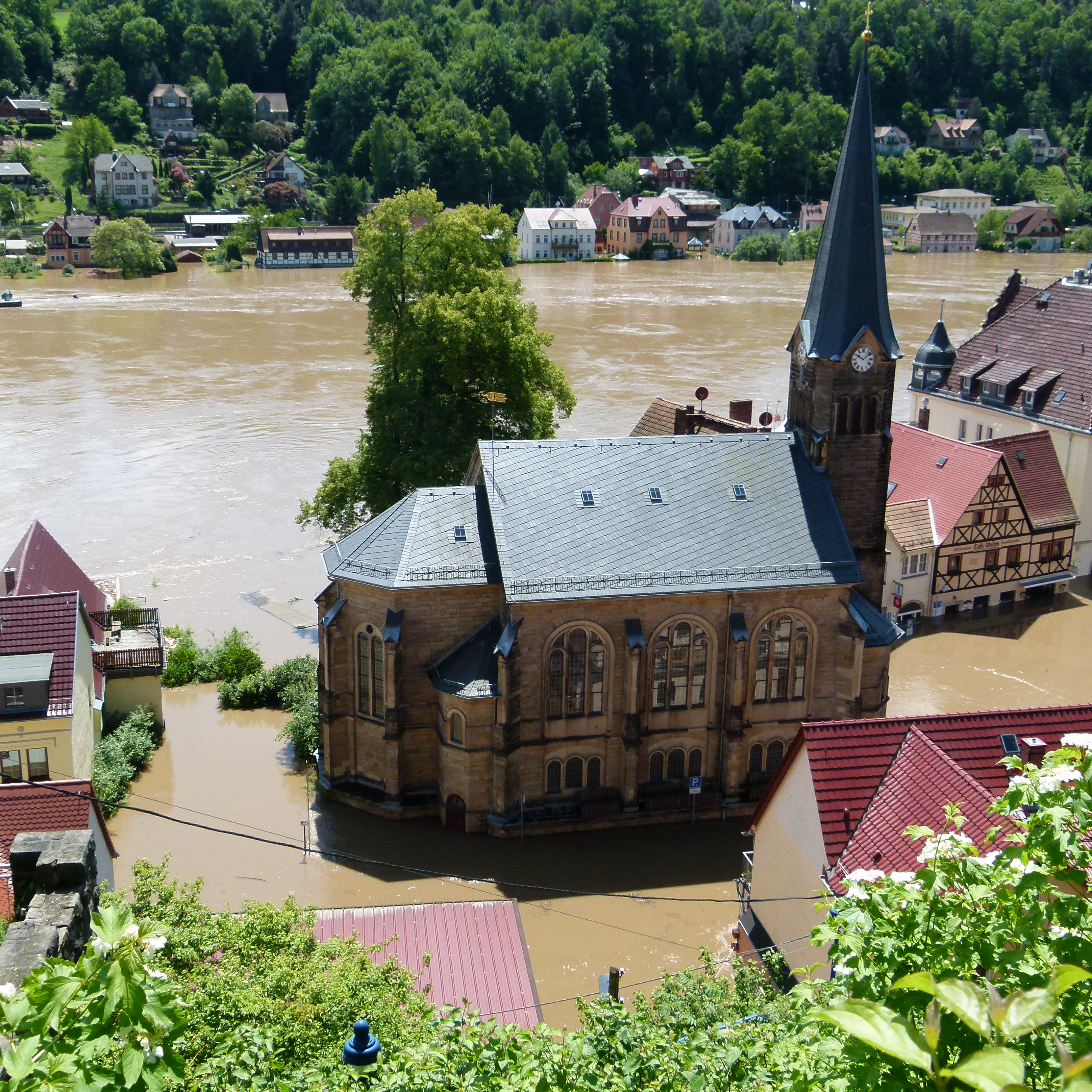
Povodeň v červnu 2013

Převážná část města leží na pravém břehu řeky Labe. Na severu a východě hraničí s Národním parkem Saské Švýcarsko.

## Historie
Město je poprvé zmiňováno roku 1269 jako „Wylin“.

## Správní členění
Stadt Wehlen se dělí na 4 místní části.
- Dorf Wehlen
- Pötzscha
- Stadt Wehlen
- Zeichen

## Starostovské volby 2022
Ve starostovských volbách 12. června 2022 byl starostou zvolen Thomas Mathe (EL), který získal 53,2 % hlasů.

## Pamětihodnosti
- zřícenina hradu Wehlen
- městský kostel
- kašna na náměstí

## Galerie

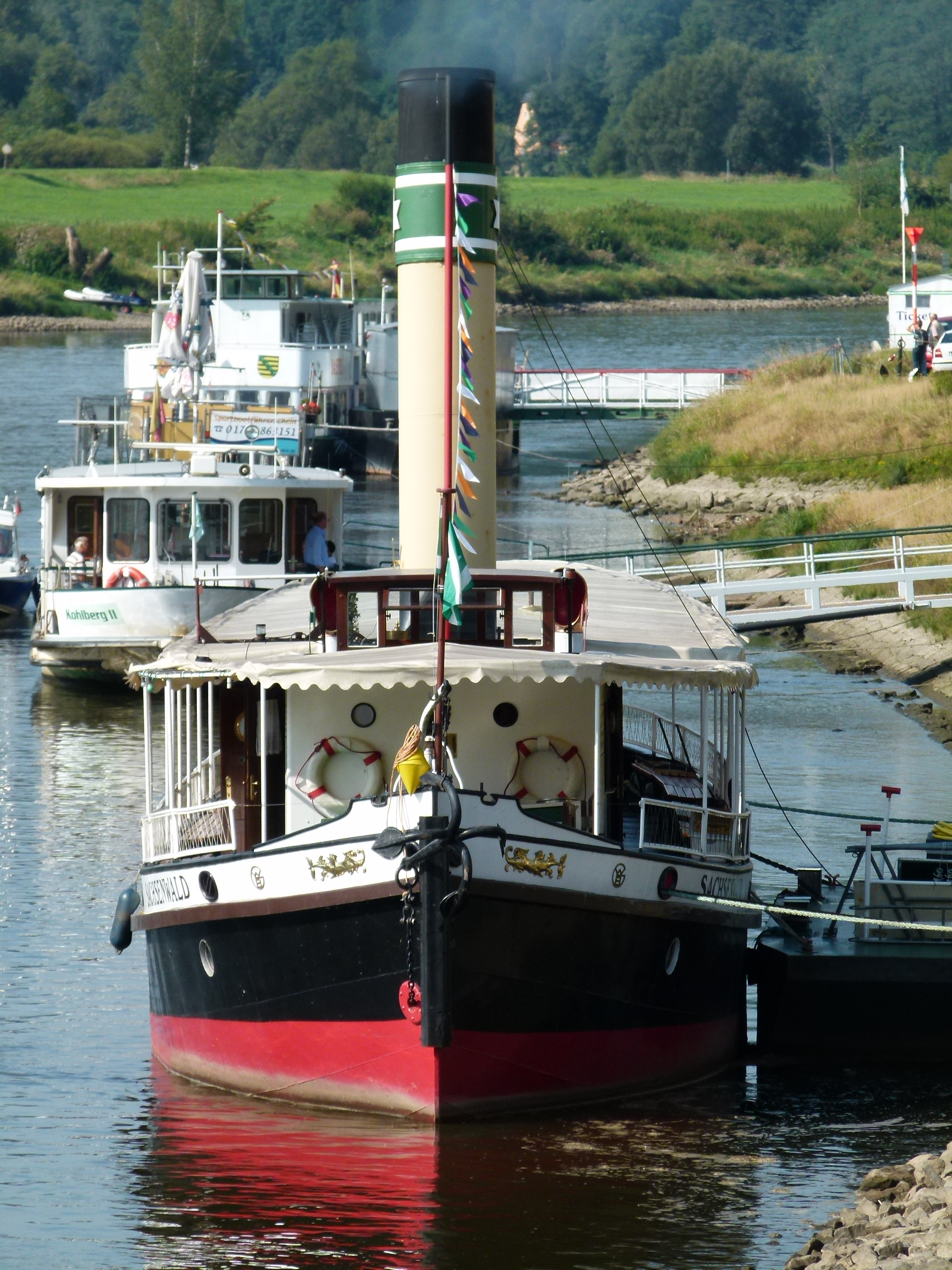
Parník Sachsenwald z roku 1914
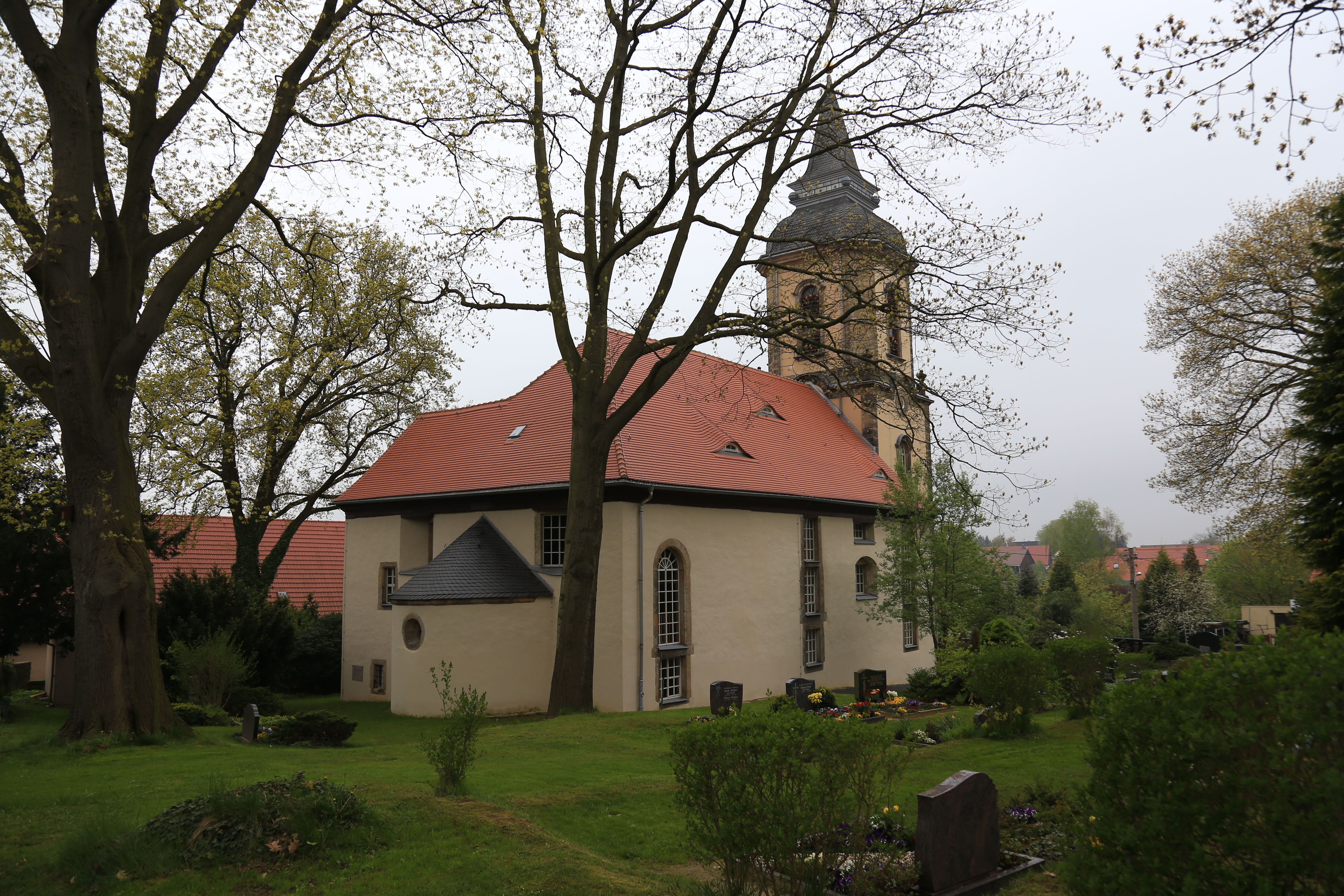
Dorf Wehlen - protestantský kostel
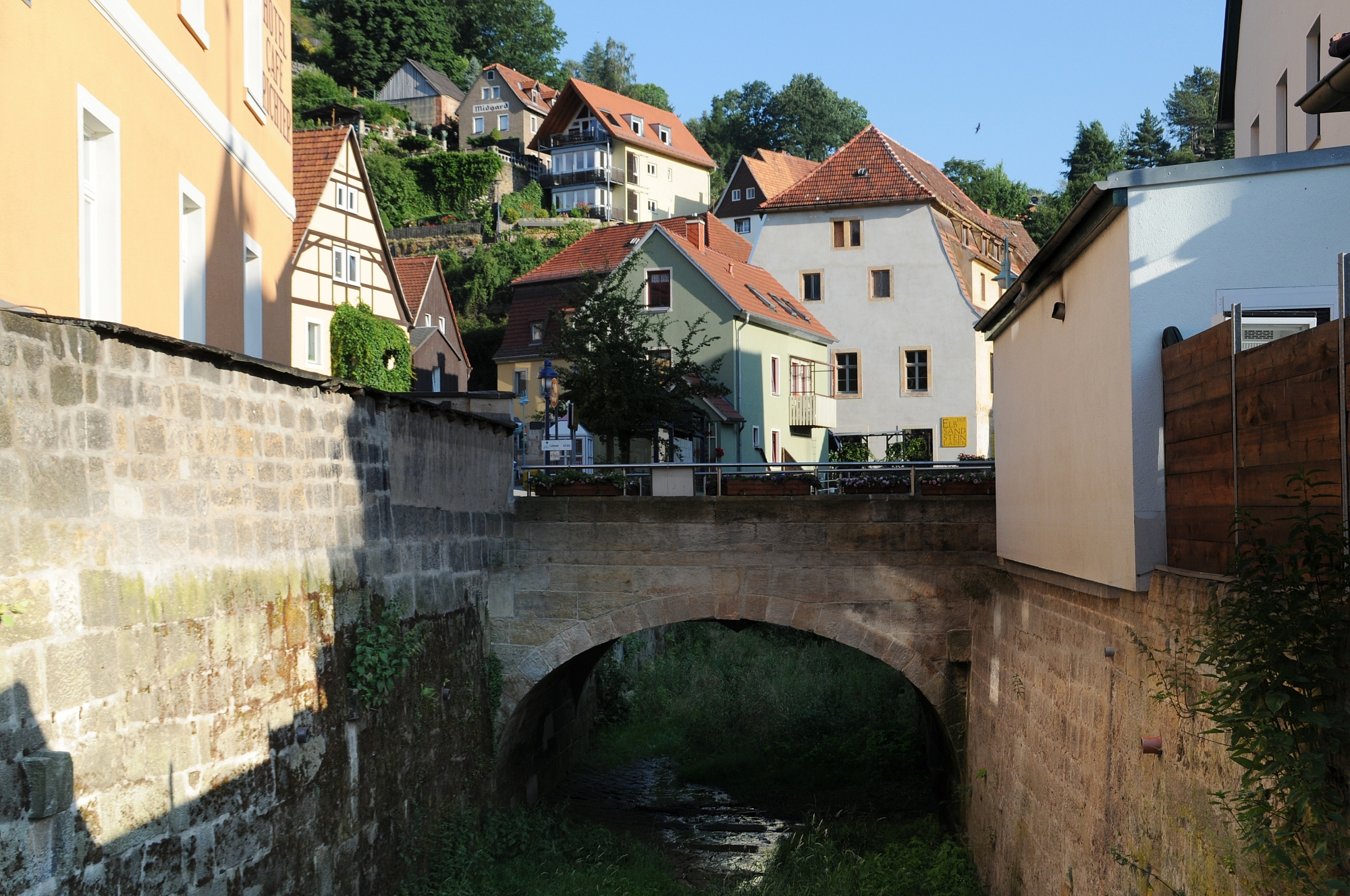
Most přes Wehlenský potok
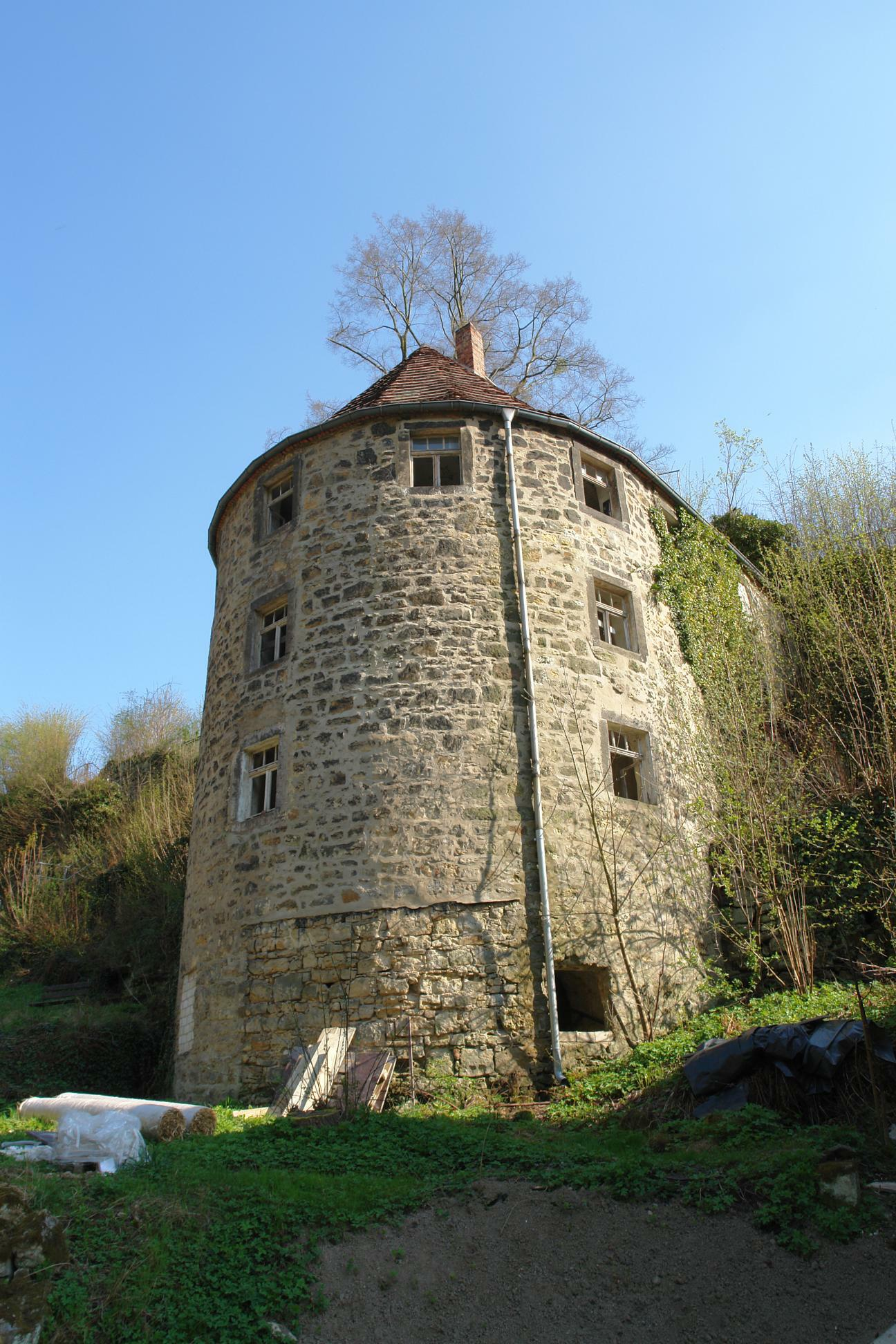
Hrad Wehlen